# Esmeralda
Esmeralda (izvirno špansko Esmeralda) je mehiška telenovela, ki je nastala v produkciji Televise. Zgodbo je napisala kubanska avtorica Delia Fiallo, prvič pa je bila posneta v 70. letih za venezuelsko hišo Venevision. Mehiška verzija iz leta 1997 velja za najuspešnejšo pod katero se je kot producent podpisal Salvador Mejia za katerega je to takrat bila tudi prva telenovela.

## Zgodba
Na viharno noč na podeželju prijokata dva otroka. V hiši bogatega posestnika Rodolfa Peñarreal na svet prijoka deklica, v revni kolibi pa še deček, ki mu mama umre med porodom. Rodolfo si močno želi moškega potomca, vendar njegova žena Blanca rodi mrtvo punčko. Dominga, ki pomaga pri porodu obeh otrok, na željo hišne pomočnice Crisante zamenjaja mrtvorojeno punčko z osirotelim dečkom. V zameno Crisanta Domingi podari smaragdne uhane po katerih poimenuje mrtvorojeno deklico Esmeraldo. Na posestvu se veselijo novega naslednika, Dominga pa v svoji kolibi opazi, da je deklica živa, a slepa.
Leta minevajo in Esmeralda se iz nebogljenega otroka razvije v lepo najstnico. Največ časa preživi z vaškim norčkom Melesiom in Luciom Malaverjem, ki jo je kot deklico izobraževal. Zdravnik Malaver je obseden z Esmeraldo, saj je mnenja, da mu pripada saj jo je rešil med požarom v katerem si je poškodoval del obraza.
Po letih v prestolnici se družina Peñarreal vrne na podeželje na posest Casa Grande. Nekoč osiroteli deček José Armando je danes zdravnik in zaročen s svojo sestrično Gracielo, ki je lutka svoje mama Fatime Peñarreal. Nekega dne José Armando spozna Esmeraldo in med njima se razvije ljubezen. Noben od njiju ne ve, da sta onadva deček in deklica, ki so ju zamenjali ob rojstvu.

## Igralci
- Leticia Calderón - Esmeralda
- Fernando Colunga - José Armando Peñarreal de Velasco
- Laura Zapata - Fátima Linares Vda. de Peñarreal
- Nora Salinas - Graciela "Gracielita" Peñarreal Linares Vda. de Valverde
- Alejandro Ruiz - Adrián Lucero
- Enrique Lizalde - Rodolfo Peñarreal
- Raquel Morell - Blanca de Velasco de Peñarreal
- Ana Patricia Rojo - Georgina Pérez
- Salvador Pineda - Lucio Malaver
- Ignacio López Tarso - Melesio
- Juan Pablo Gamboa - Álvaro Lazcano
- Raquel Olmedo - Dominga
- Noé Murayama - Fermín
- Dina de Marco - Crisanta
- Raquel Pankowsky - Juana
- Elsa Navarrete - Aurora "Aurorita"
- Esther Rinaldi - Florecita

## Produkcija
Posest Casa Grande, kjer so snemali zunanje dele za potrebe telenovele je v resnici hotel Hacienda de Yextho. Med samim snemanjem je umrl igralec Noé Murayama, ki je igral Fermina. Njegov lik so skozi telenovelo opravičevali, da je bolan in v zadnjem delu povedali, da je umrl.
Telenovela ima 137 delov.
Med letoma 2004 in 2005 so svojo verzijo Esmeralde posneli tudi Brazilci. 
Mehiška Televisa je med letoma 2017-2018 posnela novo verzijo Esmeralde z naslovom Sin tu Mirada.

## Odmev
Telenovela je prejela mehiškega »oskarja« TVyNovelas za najboljšo telenovelo.
Telenovela je prvič bila predvajana na POP TV leta 1998 in velja za najuspešnejšo telenovelo na Slovenskem. Kasneje so jo predvajali na sestrski televiziji Gajba TV in leta 2001 ponovno na POP TV.
Leta 1998 je prejela Esmeralda tudi viktorja za najboljšo telenovelo. Zaradi izjemnega uspeha je Slovenijo istega leta obiskala tudi glavna igralka Leticia Calderon.